# Nika Mühl
Nika Mühl, née le 9 avril 2001, est une joueuse de basket-ball professionnelle croate. Sélectionnée en 14e position par Seattle lors de la draft WNBA 2024, elle évolue au Storm de Seattle en Women's National Basketball Association (WNBA) et joue également pour Beşiktaş JK de la Super League féminine de basket-ball en Turquie.

## Biographie

### Jeunesse
Mühl est née à Zagreb de deux parents joueurs de basket-ball, Roberta et Darko Mühl,. Elle a une petite sœur, Hana Mühl,. Nika Mühl a fréquenté le lycée III Gymnasium Zagreb.

### ŽKK Trešnjevka 2009
Mühl joue quatre saisons pour le ŽKK Trešnjevka 2009 au sein de la Prva Ženska Liga croate, de 2016 à 2020,. Lors de sa première saison, elle participe à 24 matchs en Prva liga, avec une moyenne de 6,4 points, 4,2 rebonds et 2,8 passes décisives. La saison suivante, elle obtient une moyenne de 9,2 points, 6,9 rebonds et 5,0 passes décisives en Prva Liga et de 11,7 points, 5,8 rebonds et 4,5 passes décisives en Women Adriatic Basketball Association (Ligue adriatique féminine (en), ou WABA).
En 2018-2019, elle a réalisé une moyenne 10 points, 7,9 rebonds et 6,2 passes décisives en Prva Liga et 11,7 points, 7,7 rebonds et 6,2 passes décisives en WABA. Elle a continué ses bonnes performances  avec Trešnjevka au cours de la saison 2019-2020, sa dernière saison avec le club ; Mühl a obtenu une moyenne de 8,6 points et 7,1 passes décisives en Prva Ženska Liga et de 11,7 points et 7,2 passes décisives en WABA.

### Carrière universitaire
Elle joue dans le championnat universitaire basket-ball en tant que meneuse des Huskies de l'université du Connecticut (Uconn). Nommée à deux reprises joueuse défensive de l'année de la conférence Big East, Mühl possède le record de passes décisives d’Uconn en carrière, avec 686, et détient également les records de l'université pour le plus grand nombre de passes décisives en une seule saison (284, établi en 2022-2023) ainsi qu’en seul match (15 contre NC State le 20 novembre 2022). 

### Carrière professionnelle

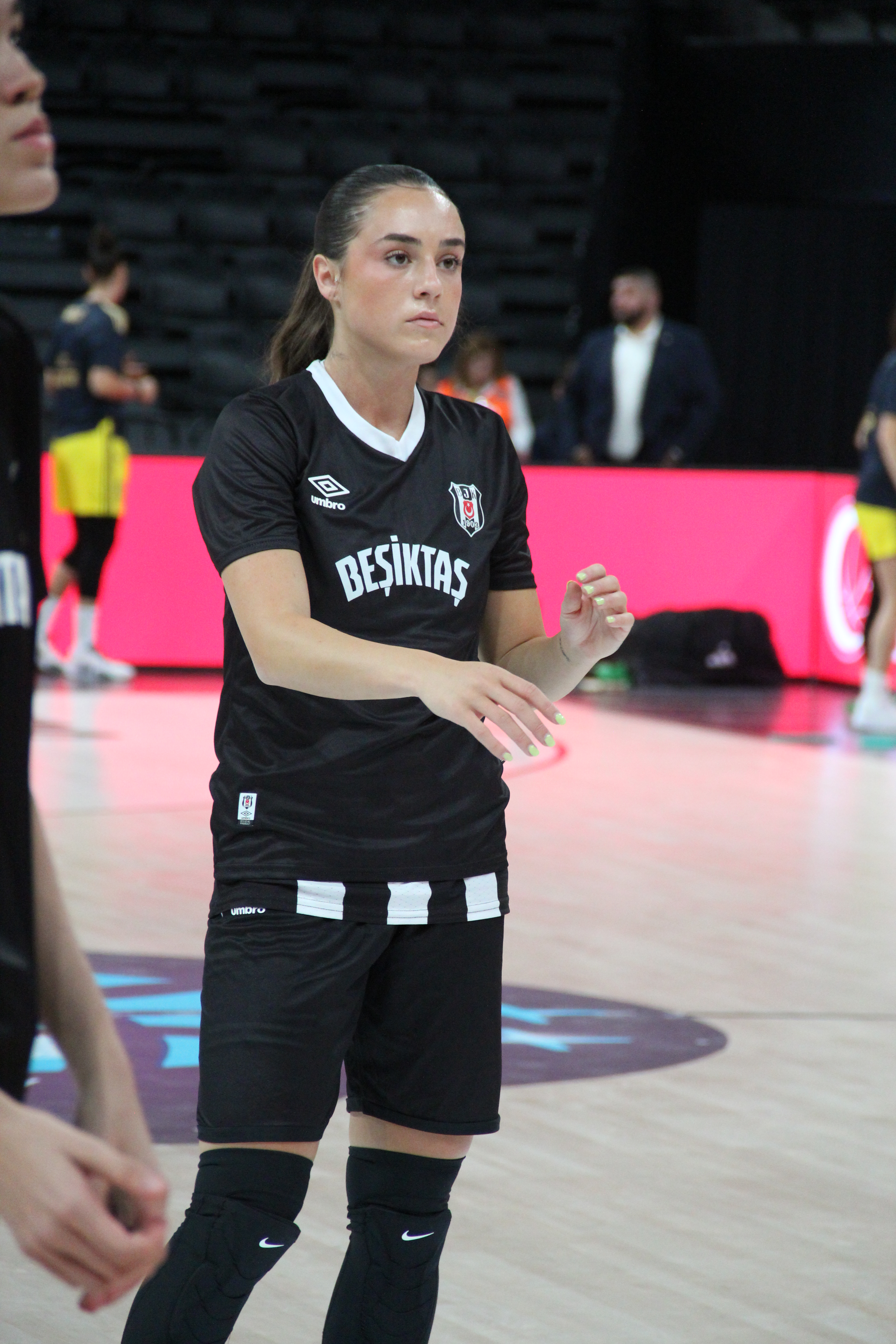
Mühl avec le Beşiktaş JK en 2024.

En mai 2024, le club turc du Beşiktaş JK  annonce la signature de Mühl pour la saison 2024-2025. Le 3 octobre, lors d'un match face à Fenerbahçe S.K, Mühl se blesse, déchirure du ligament croisé antérieur et du ménisque ce qui met un terme à saison. Elle se fait opérée le 1er novembre.